# اچ‌ام‌اس استرنوس (جی۳۳۸)
اچ‌ام‌اس استرنوس (جی۳۳۸) (به انگلیسی: HMS Strenuous (J338)) یک کشتی بود که طول آن ۲۲۱ فوت ۳ اینچ (۶۷٫۴۴ متر) بود. این کشتی در سال ۱۹۴۲ ساخته شد.